# Yale University

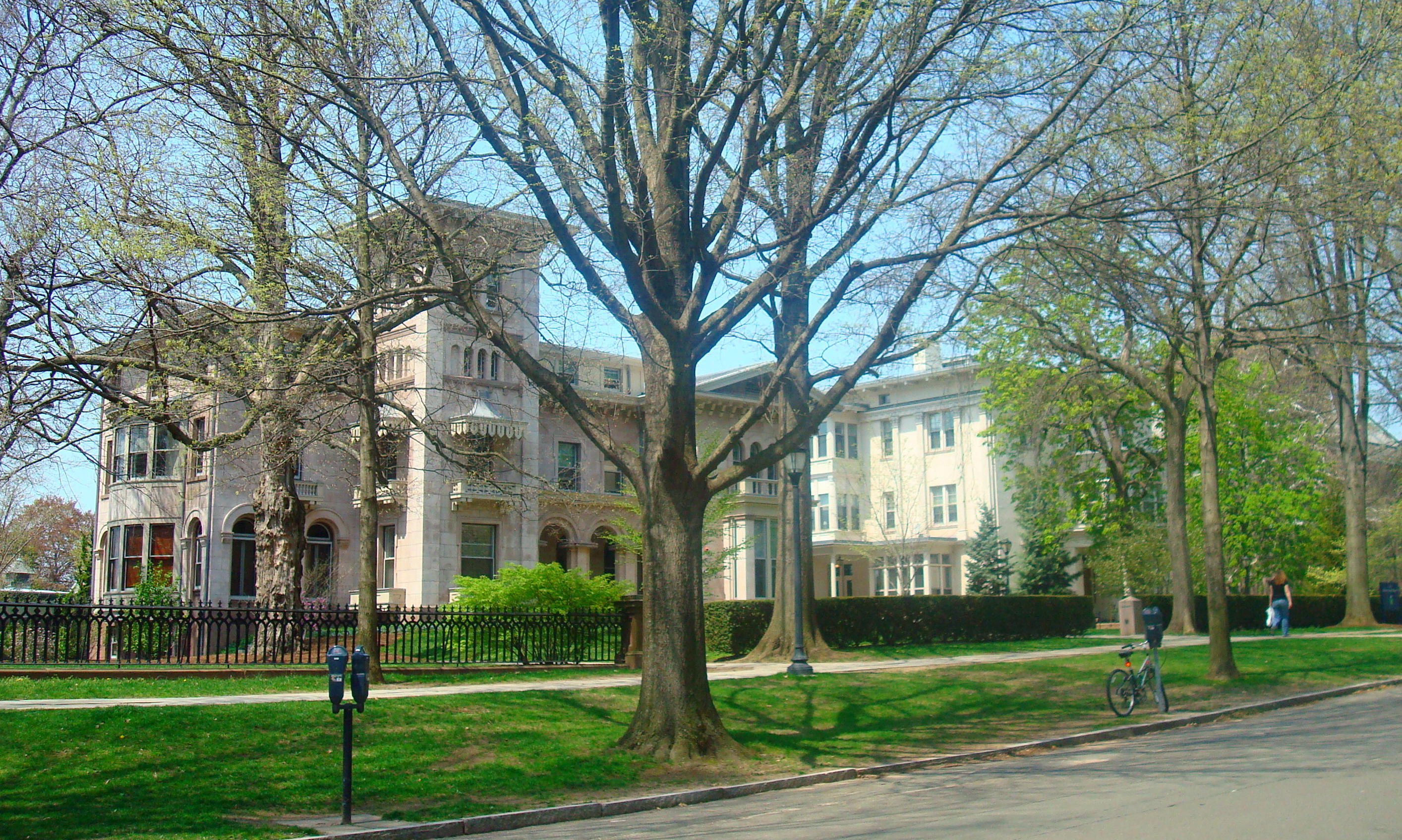
Yale School of Management.

Yale University, beläget i New Haven i Connecticut, är ett privat universitet, en av de åtta medlemmarna i den ansedda Ivy League-gruppen och ett av de mest framstående universiteten i USA. Skolan grundades 1701 som Collegiate School men bytte namn till Yale College 1718 sedan Elihu Yale donerat artefakter och böcker. År 1887 ändrades namnet till Yale University. Yale är därmed det tredje äldsta universitetet i USA och, med tillgångar på drygt 16,3 miljarder USD, också det andra mest förmögna.
Universitetet är uppdelat i tre skolor: Yale College för grundutbildning, Yale Graduate School of Arts and Sciences för forskarutbildning inom konst och vetenskap samt tio yrkesrelaterade fakulteter, "professional schools".
Yale ses som ett av de mest prestigefyllda universiteten i Amerika. Totalt har universitetet ungefär 11 250 studenter. Bland de mer framstående tidigare studenterna (alumnerna) finner man fem amerikanska presidenter (William Howard Taft, Gerald Ford, George H.W. Bush, Bill Clinton och George W. Bush), 19 domare i den amerikanska högsta domstolen samt Sveriges kronprinsessa Victoria, som studerade vid universitetet 1998-2000. 49 Nobelpristagare har varit knutna till skolan, antingen som studenter, professorer eller forskare. Skolan är även berömd för sina hemliga ordenssällskap, varav Skull and Bones är den mest omtalade.
Konkurrensen om att bli antagen till Yale är oerhört hård. År 2010 accepterades 1 940 av nästan 26 000 sökande till Yale College, vilket tangerade den rekordlåga antagningsstatistiken på 7,5 procent från 2009.
Det rankades som det 8:e främsta lärosätet i världen i Times Higher Educations ranking av världens främsta lärosäten 2019.

## Campus
Yales campus är beläget i centrala New Haven och omfattar en yta på 1,1 km². Ytterligare 2 km² tillkommer om man räknar med Yales golfbana och naturreservaten omkring. Skolan är berömd för sin gotiska arkitektur, samt ett antal unika byggnader, däribland hockeyrinken och två av skolans elevhem, ritade av Eero Saarinen. Trots den gotiska stilen är de flesta byggnaderna från tidigt 1900-tal. På campuset finns även världens största sporthall i form av en gotisk katedral, anlagd 1932. Sporthallen innehåller ett flertal swimmingpooler, löpbanor på taket, fäktningssalar, squashbanor, basketplaner, roddanläggningar, gym och trofésalar. 12 elevhem finns på campus, i vilka eleverna är placerade under sitt första år, och bor kvar i under samtliga fyra år. 

## Idrott
Universitet tävlar med 19 universitetslag i olika idrotter via deras idrottsförening Yale Bulldogs.

## Yale Glee Club
Yale Glee Club är den äldsta Glee klubben på Universitetsnivå. 13 män bildade klubben "Class of 1863". Klubben är över 150 år.